# Greendale (Wisconsin)
Greendale es una villa ubicada en el condado de Milwaukee en el estado estadounidense de Wisconsin. En el Censo de 2010 tenía una población de 14.046 habitantes y una densidad poblacional de 973,47 personas por km².

## Geografía
Greendale se encuentra ubicada en las coordenadas 42°56′24″N 88°0′3″O / 42.94000, -88.00083. Según la Oficina del Censo de los Estados Unidos, Greendale tiene una superficie total de 14.43 km², de la cual 14.41 km² corresponden a tierra firme y (0.16%) 0.02 km² es agua.

## Demografía
Según el censo de 2010, había 14.046 personas residiendo en Greendale. La densidad de población era de 973,47 hab./km². De los 14.046 habitantes, Greendale estaba compuesto por el 92.82% blancos, el 1.21% eran afroamericanos, el 0.42% eran amerindios, el 3.09% eran asiáticos, el 0.01% eran isleños del Pacífico, el 0.85% eran de otras razas y el 1.59% pertenecían a dos o más razas. Del total de la población el 4.75% eran hispanos o latinos de cualquier raza.